# Клоунада
Клоунада — цирковой жанр, состоит из комических сценок, исполняемых клоунами, вносящими в них приёмы эксцентрики и буффонады.
Истоки клоунады — в народных фарсах. Традиционная маска белого клоуна взята из итальянской комедии дель арте, французского и английского площадного театров, рыжего клоуна — от народных шутов и внешне неловкого и неуклюжего униформиста, пародирующего номера артистов. На конфликте, возникающем между нарядным и самоуверенным белым клоуном и неловким, нелепым рыжим клоуном, строится так называемое антре, в котором победителем обычно бывает рыжий.
В драматургии XX века клоунада часто используется не в развлекательных целях, а как эстетическая антитеза серьёзным вопросам духовного, социального и философского характера, поставленных режиссёром или драматургом. Так к эстетике клоунады прибегали великие абсурдисты — С.Беккет «В ожидании Годо», Сл. Мрожек «Танго», В. Гомбрович «Венчание», «Ивонна, принцесса Бургундская», А. Жарри «Король Убю» и другие.